# Epithele interrupta
Epithele interrupta är en svampart som beskrevs av Bres. 1914. Epithele interrupta ingår i släktet Epithele och familjen Polyporaceae.   Inga underarter finns listade i Catalogue of Life.